# Friedländer
Friedländer oder Friedlaender ist ein deutscher Familienname.

## Herkunft und Bedeutung
Friedländer ist ein Herkunftsname mit dem Suffix -er zu einem Ort namens Friedland. Zu berücksichtigen sind dabei auch die Orte, die seit 1945 außerhalb des deutschen Sprachraums liegen und heute einen tschechischen, polnischen oder russischen Namen tragen.

## Varianten
- Friedlaender
- Friedlander

## Persönlichkeiten

### A
- Adolf Albrecht Friedländer (1870–1949), österreichischer Psychiater
- Adolph Friedländer (1851–1904), deutscher Lithograf
- Alexander Friedländer (1819–1858), deutscher Jurist und Privatdozent
- Alfred Friedländer (1860–1933), österreichischer Maler
- Amalie Friedländer, geb. Heine (1800–1838), Heinrich Heines Cousine und Jugendliebe
- Ann Fetter Friedlaender (1938–1992), amerikanische Wirtschaftswissenschaftlerin

### B
- Benedict Friedlaender (1866–1908), deutscher Sexualwissenschaftler
- Benoni Friedländer (1773–1858), deutscher Numismatiker
- Bernhard Friedländer (1881–1941), jüdischer Gold- und Silberschmied sowie Steinfasser

### C
- Camilla Friedländer (1856–1928), österreichische Malerin
- Carl Friedlaender (1817–1876), deutscher Nationalökonom
- Carl Friedländer (1847–1887), deutscher Mediziner
- Chajim Friedländer (1923–1986), israelischer charedischer Rabbiner und Talmudgelehrter

### D
- Dagobert Friedlaender (1826–1904), deutscher Bankier
- David Friedländer (1750–1834), deutscher Unternehmer und Publizist

### E
- Elisabeth Friedlaender (1877‒1952), deutsche Johanniter-Schwester
- Elizabeth Friedländer (1903–1984), deutsch/englische Typografin, Kalligrafin und Designerin
- Emil Gottlieb Friedländer (1805–1878), deutscher Archivar
- Erich Friedlaender (1883–1958), deutscher Psychiater
- Erich Friedländer (1901–1997), deutsch-amerikanischer Chemiker
- Ernst Friedländer (Archivar) (1841–1903), deutscher Archivar
- Ernst Friedlaender (Publizist) (1895–1973), deutscher Publizist
- Ernst Friedlaender (Geschäftsführer) (* 1927), deutscher Jurist und Geschäftsführer, Sohn des gleichnamigen Publizisten
- Eugen Friedländer (1897–1952), deutscher Rechtsanwalt

### F
- Felix Emil Johannes Friedländer (1871–1938), preußischer Landrat, siehe Felix Busch
- Friedrich Friedländer (Friedrich von Friedländer-Malheim; 1825–1901), deutsch-böhmischer Genremaler
- Fritz Friedländer (1901–1980), deutscher Journalist und Literaturwissenschaftler
- Fritz von Friedlaender-Fuld (1858–1917), deutscher Großindustrieller

### G
- Georg Friedlaender (1843–1914), deutscher Jurist
- Gottlieb Friedlaender (1805‒1878), deutscher Bibliothekar und Archivar
- Günter Friedländer (Rabbiner) (1914–1994), deutscher Rabbiner in Südamerika
- Günther Friedländer (1902–1975), deutsch-israelischer Pharmazieunternehmer

### H
- Hans Friedlaender (1882‒1948), deutscher Jurist
- Hans Friedländer (1888–nach 1935), deutscher Philosoph und Psychologe
- Hans-Joachim Friedländer (1915–2005), deutscher Politiker (DBD)
- Hans-Peter Friedländer (1920–1999), Schweizer Fußballspieler und -trainer
- Hedwig Friedländer (1863–1945), österreichische Stillleben-, Genre- und Porträtmalerin
- Hedwig von Friedländer-Abel (1870–1930), österreichische Musikkritikerin und Musikschriftstellerin
- Henri Friedlaender (1904–1996), israelischer Buchgestalter und Typograf
- Hugo Friedländer (1847–1918), deutscher Journalist und Gerichtsreporter

### I
- Immanuel Friedlaender (1871–1948), deutscher Vulkanologe
- Iossif Naumowitsch Friedländer (1913–2009), sowjetisch-russischer Metallkundler
- Irma Friedländer (1889–1942), Opfer des Holocaust, siehe Liste der Stolpersteine in Hamburg-Bergedorf
- Israel Friedlaender (1876–1920), US-amerikanischer Rabbiner

### J
- Johann Friedländer (1882–1945), österreichischer Militär
- Johnny Friedlaender (1912–1992), deutscher Maler
- Joseph Abraham Friedländer (1753–1852), deutscher Landrabbiner
- Julius Friedländer (Numismatiker) (1813–1884), deutscher Numismatiker
- Julius Friedländer (Verleger) (1820–1889), deutscher Verleger
- Julius Friedländer (Antiquar) (1827–1882), deutscher Buchhändler und Antiquar
- Julius Friedländer (Bankier) (1834–1892), deutscher Bankier und Politiker (DFP)

### K
- Karl Friedländer (1801–1861), deutscher Hebraist und Gymnasialpädagoge
- Kate Friedländer (1902–1949), österreichisch-britische Psychiaterin und Psychoanalytikerin
- Konrad Friedländer (1831–1896), deutscher Gymnasialpädagoge

### L
- Lieselotte Friedlaender (1898–1973), deutsche Zeichnerin
- Ludwig Friedländer (1824–1909), deutscher klassischer Philologe
- Ludwig Hermann Friedländer (1790–1851), deutscher Mediziner und Hochschullehrer

### M
- Margot Friedländer (Sängerin) (1917–1998), deutsche Sängerin
- Margot Friedländer (1921–2025), deutsche Holocaust-Überlebende
- Marguerite Friedlaender (1896–1985), deutsche Keramikerin
- Martha Friedländer (1896–1978), deutsche Behindertenpädagogin
- Max Friedländer (Journalist) (1829–1872), österreichischer Journalist
- Max Friedländer (Mediziner) (1841–1909), deutscher Mediziner und Hochschullehrer
- Max Friedlaender (Musikwissenschaftler) (1852–1934), deutscher Musikwissenschaftler
- Max Friedlaender (Jurist, 1853) (1853–1915), deutscher Jurist und Redakteur
- Max Friedlaender (Jurist, 1873) (1873–1956), deutscher Jurist
- Max J. Friedländer (1867–1958), deutscher Kunsthistoriker
- Michael Friedländer (Mediziner) (1767–1824), deutscher Mediziner
- Michael Friedländer (Orientalist) (1833–1910), deutscher Orientalist und Übersetzer
- Michael Friedrichs-Friedlaender (* 1950), deutscher Metallplastiker und Bildhauer
- Moritz Friedländer (Verleger) (1822–1911), deutscher Verleger
- Moritz Friedländer (Religionshistoriker) (1844–1919), österreichischer Religionshistoriker
- Moses Friedländer (1774–1840), deutscher Bankier

### O
- Oskar Friedländer, Pseudonym von Oskar Ewald (1881–1940), österreichischer Philosoph
- Otto Friedländer (Schriftsteller, 1889) (1889–1963), österreichischer Schriftsteller und Pazifist
- Otto Friedländer (Schriftsteller, 1897) (1897–1954), deutscher Schriftsteller, Journalist, Politiker (SPD) und Studentenfunktionär
- Otto Edmund Friedländer, Geburtsname von Otto Zoff (1890–1963), österreichischer Dramaturg und Schriftsteller

### P
- Paul Friedlaender (Chemiker) (1857–1923), deutscher Chemiker
- Paul Friedländer (Philologe) (1882–1968), deutscher Philologe
- Paul Friedländer (Journalist) (1891–1943), deutsch-österreichischer Journalist und Politiker

### R
- Ralph Friedländer (* 1959), Präsident des Schweizerischen Israelitischen Gemeindebunds
- Rebecca Friedländer (1783–1850), deutsche Schriftstellerin, publizierte unter dem Namen Regina Frohberg
- Rebecca L. Friedlander, US-amerikanische Historikerin und Autorin
- Richard Friedländer (1881–1939), deutscher Kaufmann
- Robert Friedlaender-Prechtl (1874–1950), österreichischer Unternehmer, Publizist und Schriftsteller
- Ruth Friedländer, Geburtsname von Ruth Fischer (1895–1961), deutsch-österreichische Politikerin (KPD)

### S
- Salomo Friedlaender (auch Salomo Friedländer, Pseudonym Mynona; 1871–1946), deutscher Schriftsteller und Philosoph
- Salomon Friedländer (1824/1825–1860), jüdischer Prediger und Autor
- Saul Friedländer (* 1932), israelischer Historiker und Autor
- Sophie Friedländer (1905–2006), deutsch-britische Pädagogin

### T
- Thekla Friedländer (1849–nach 1898), deutsche Sozialreformerin
- Thomas Friedlaender (* 1966), deutscher Musiker

### V
- Vera Friedländer (eigentlich Veronika Schmidt geb. Rudau, 1928–2019), deutsche Schriftstellerin

### W
- Walter Friedlaender (1873–1966), deutscher Kunsthistoriker
- Walter Friedländer (1891–1984), deutscher Sozialpädagoge

Friedländer bezeichnet:
- Albrecht Wenzel Eusebius von Waldstein (1583–1634), bekannt als Wallenstein, Herzog von Friedland